# Rod Millen
Rodney K. Millen, detto Rod (22 marzo 1951), è un pilota di rally neozelandese, che vinto il campionato Asia-Pacific Rally Championship e quattro volte consecutivamente la Pikes Peak International Hill Climb.

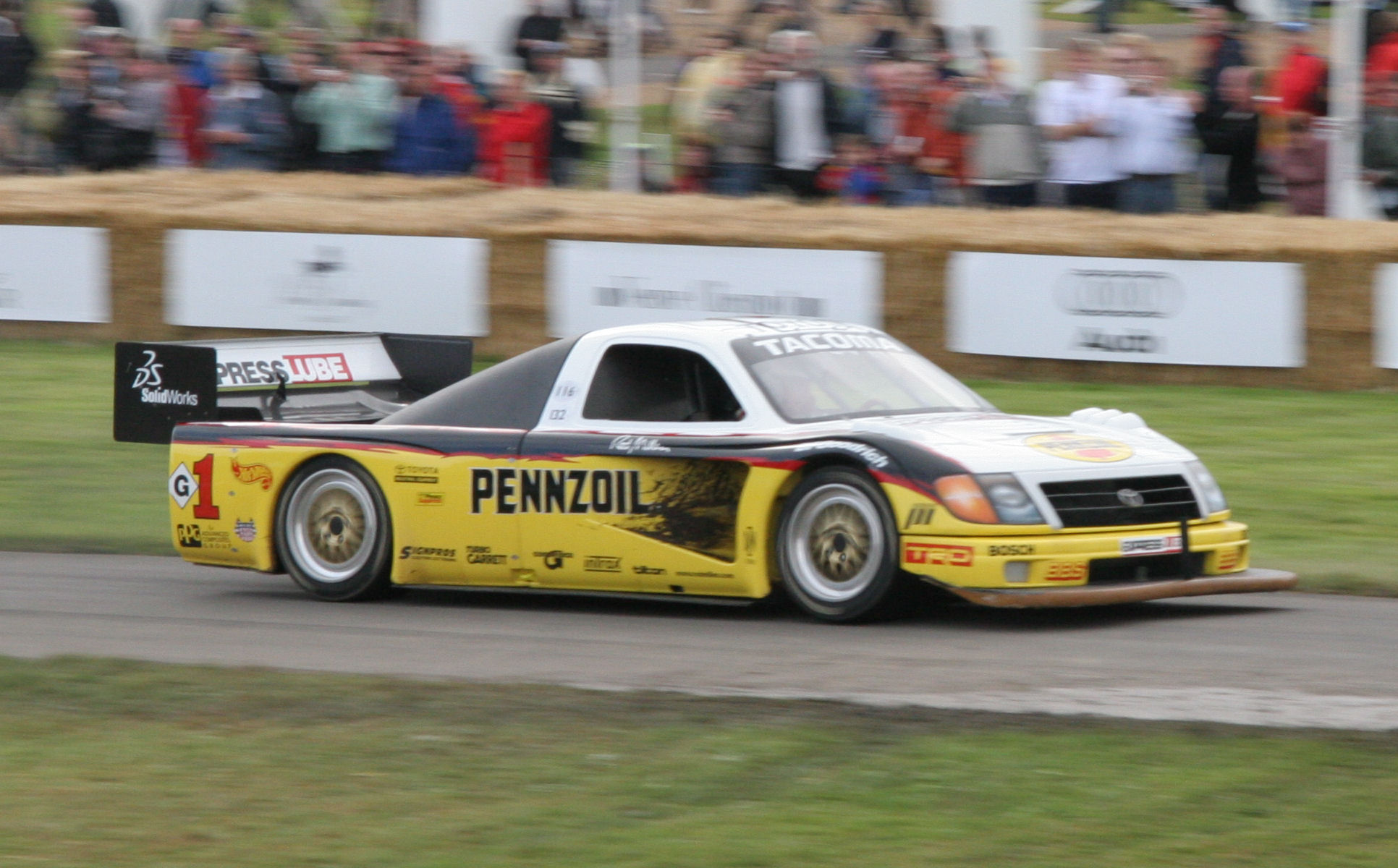
La Toyota Tacoma con cuu ha vinto la Pikes Peak nel 1998 e 1998

Millen ha fondato la Rod Millen Motorsports, in seguito ribattezzato MillenWorks, che ha iniziato preparando e successivamente costruendo le vetture da corsa che lo stesso MMillen ha poi utilizzato.

## Palmarès
- Asia-Pacific Rally Championship (1989)
- Pikes Peak International Hill Climb (1996, 1997, 1998, 1999)
- Campionato neozelandese di rally (1975, 1976 e 1977)
- SCCA ProRally (1981[1], 1988 e 1989)

## Risultati nel WRC
| 1977 | Scuderia | Vettura    |  |  |  |  |   |  |  |  |  |  |    |  |  |  |  |  | Punti | Pos. |
| ---- | -------- | ---------- |  |  |  |  | - |  |  |  |  |  | -- |  |  |  |  |  | ----- | ---- |
| 1977 |          | Mazda RX-3 |  |  |  |  | 5 |  |  |  |  |  | 21 |  |  |  |  |  |       |      |

| 1979 | Scuderia | Vettura    |  |  |  |  |  |  |  |     |  |  |  |  |  |  |  |  | Punti | Pos. |
| ---- | -------- | ---------- |  |  |  |  |  |  |  | --- |  |  |  |  |  |  |  |  | ----- | ---- |
| 1979 |          | Datsun 510 |  |  |  |  |  |  |  | Rit |  |  |  |  |  |  |  |  | 0     |      |

| 1981 | Scuderia             | Vettura            |  |  |  |  |  |  |  |  |  |  |  |    |  |  |  |  | Punti | Pos. |
| ---- | -------------------- | ------------------ |  |  |  |  |  |  |  |  |  |  |  | -- |  |  |  |  | ----- | ---- |
| 1981 | TWR Mazda Motorsport | Mazda RX-7 (SA22C) |  |  |  |  |  |  |  |  |  |  |  | 11 |  |  |  |  | 0     |      |

| 1982 | Scuderia                                         | Vettura                         |  |  |  |  |  |  |   |  |  |  |  |     |  |  |  |  | Punti | Pos. |
| ---- | ------------------------------------------------ | ------------------------------- |  |  |  |  |  |  | - |  |  |  |  | --- |  |  |  |  | ----- | ---- |
| 1982 | Mazda Dealers New Zealand e TWR Mazda Motorsport | Mazda RX-7 e Mazda RX-7 (SA22C) |  |  |  |  |  |  | 5 |  |  |  |  | Rit |  |  |  |  | 8     | 26º  |

| 1985 | Scuderia                | Vettura    |  |  |  |  |  |  |  |  |  |  |  |   |  |  |  |  | Punti | Pos. |
| ---- | ----------------------- | ---------- |  |  |  |  |  |  |  |  |  |  |  | - |  |  |  |  | ----- | ---- |
| 1985 | Mazda Rally Team Europe | Mazda RX-7 |  |  |  |  |  |  |  |  |  |  |  | 9 |  |  |  |  | 2     | 60º  |

| 1986 | Scuderia    | Vettura           |  |  |  |  |  |  |    |  |  |  |  |  |   |  |  |  | Punti | Pos. |
| ---- | ----------- | ----------------- |  |  |  |  |  |  | -- |  |  |  |  |  | - |  |  |  | ----- | ---- |
| 1986 | CRC / Mazda | Mazda Familia 4WD |  |  |  |  |  |  | 10 |  |  |  |  |  | 7 |  |  |  | 5     | 44º  |

| 1987 | Scuderia            | Vettura       |  |  |  |  |  |  |   |  |  |  |  |  |  |  |  |  | Punti | Pos. |
| ---- | ------------------- | ------------- |  |  |  |  |  |  | - |  |  |  |  |  |  |  |  |  | ----- | ---- |
| 1987 | Mazda North America | Mazda 323 4WD |  |  |  |  |  |  | 4 |  |  |  |  |  |  |  |  |  | 10    | 26º  |

| 1988 | Scuderia | Vettura       |  |  |  |  |  |  |   |  |  |  |  |  |  |  |  |  | Punti | Pos. |
| ---- | -------- | ------------- |  |  |  |  |  |  | - |  |  |  |  |  |  |  |  |  | ----- | ---- |
| 1988 |          | Mazda 323 4WD |  |  |  |  |  |  | 8 |  |  |  |  |  |  |  |  |  | 3     | 59º  |

| 1989 | Scuderia              | Vettura       |  |  |  |  |  |  |   |  |  |   |  |  |  |  |  |  | Punti | Pos. |
| ---- | --------------------- | ------------- |  |  |  |  |  |  | - |  |  | - |  |  |  |  |  |  | ----- | ---- |
| 1989 | Rod Millen Motorsport | Mazda 323 4WD |  |  |  |  |  |  | 2 |  |  | 5 |  |  |  |  |  |  | 23    | 11º  |

| 1990 | Scuderia                      | Vettura       |  |  |  |  |  |     |  |  |     |  |  |  |  |  |  |  | Punti | Pos. |
| ---- | ----------------------------- | ------------- |  |  |  |  |  | --- |  |  | --- |  |  |  |  |  |  |  | ----- | ---- |
| 1990 | Mazda Rally Team Asia Pacific | Mazda 323 4WD |  |  |  |  |  | Rit |  |  | Rit |  |  |  |  |  |  |  | 0     |      |

| 1991 | Scuderia                      | Vettura       |  |  |  |  |  |  |   |  |  |   |  |  |  |  |  |  | Punti | Pos. |
| ---- | ----------------------------- | ------------- |  |  |  |  |  |  | - |  |  | - |  |  |  |  |  |  | ----- | ---- |
| 1991 | Mazda Rally Team Asia Pacific | Mazda 323 GTX |  |  |  |  |  |  | 6 |  |  | 6 |  |  |  |  |  |  | 12    | 23º  |

| 1992 | Scuderia                      | Vettura       |  |  |  |  |  |  |     |  |  |     |  |  |  |  |  |  | Punti | Pos. |
| ---- | ----------------------------- | ------------- |  |  |  |  |  |  | --- |  |  | --- |  |  |  |  |  |  | ----- | ---- |
| 1992 | Mazda Rally Team Asia Pacific | Mazda 323 GTX |  |  |  |  |  |  | Rit |  |  | Rit |  |  |  |  |  |  | 0     |      |

| Legenda | 1º posto | 2º posto | 3º posto | A punti | Senza punti | Ritirato | Squalificato | NP=Non partito C=Gara cancellata | Apice=Power stage |